# Nephrodium albo-punctatum
Nephrodium albo-punctatum là một loài dương xỉ trong họ Dryopteridaceae. Loài này được Bory ex Willd. Desv. mô tả khoa học đầu tiên năm 1827.